# 金原亭馬太郎
金原亭 馬太郎（きんげんてい うまたろう）は、落語家の名跡。
- 金原亭馬太郎 - 後∶五代目古今亭志ん生
- 金原亭馬太郎 - 後∶六代目古今亭志ん馬
- 金原亭馬太呂 - 後∶五代目金原亭馬好
- 金原亭馬太郎 - 本項にて記述

金原亭 馬太郎（きんげんてい うまたろう、1990年5月29日 - ）は、落語協会に所属する落語家。本名∶高橋 利幸。出囃子は『トコトン節』。

## 経歴
2014年1月に十一代目金原亭馬生に入門。2015年5月21日に前座となる、前座名は「駒六」。
2019年2月11日に柳家あお馬、三遊亭青森と共に二ツ目昇進し、「馬太郎」と改名。

## 芸歴
- 2014年1月 - 十一代目金原亭馬生に入門[1]。
- 2015年5月 - 前座となる、前座名「駒六」[1]。
- 2019年2月 - 二ツ目昇進、「馬太郎」と改名[1]。

## 活動
落語協会二ツ目の勉強会「チャノマ」メンバー。